# Hull (rivière)
Pour les articles homonymes, voir Hull.
Le Hull est une rivière navigable du Yorkshire de l'Est, dans le nord de l'Angleterre. Elle prend naissance de plusieurs sources à l'ouest de Driffield, et se jette dans l'estuaire du Humber à Kingston upon Hull. Longtemps, les Archevêques d'York ont prélevé un péage auprès des bateliers, jusqu'à ce que le cours soit affermé à Driffield Navigation en 1770. La section traversant la ville de Hull a été confiée à la  juridiction du Port de Hull.
L'essentiel de son cours draine la dépression de Holderness, et les crues ont longtemps affecté la navigation. On a construit des rigoles de drainage des deux côtés de la rivière : celle de Holderness, à l'est, a été achevée en 1772, avec une seconde phase en 1805, et celle de Beverley et Barmston Drain, à l'ouest, en 1810. Depuis 1980, l'embouchure de la rivière est protégée par une barrière anti-tempête.
La plupart des ponts franchissant la rivière sont des ponts mobiles : on dénombre ainsi six ponts tournants, quatre pont levis, dont deux à double tabliers (un pour chaque voie charretière) ; et trois ponts Scherzer. Le pont de Scott Street, qui est désormais bloqué en position levée, était à l'origine actionné par un vérin à eau sous pression, géré par la première compagnie publique d'électricité au monde.